# Comuna Șinca Nouă, Brașov
Șinca Nouă este o comună în județul Brașov, Transilvania, România, formată din satele Paltin și Șinca Nouă (reședința).

## Demografie
Componența etnică a comunei Șinca Nouă
     Români (97,18%)
     Alte etnii (0,37%)
     Necunoscută (2,45%)
Componența confesională a comunei Șinca Nouă
     Ortodocși (93,08%)
     Penticostali (1,72%)
     Baptiști (1,16%)
     Alte religii (0,86%)
     Necunoscută (3,19%)
Conform recensământului efectuat în 2021, populația comunei Șinca Nouă se ridică la 1.632 de locuitori, în scădere față de recensământul anterior din 2011, când fuseseră înregistrați 1.690 de locuitori. Majoritatea locuitorilor sunt români (97,18%), iar pentru 2,45% nu se cunoaște apartenența etnică. Din punct de vedere confesional, majoritatea locuitorilor sunt ortodocși (93,08%), cu minorități de penticostali (1,72%) și baptiști (1,16%), iar pentru 3,19% nu se cunoaște apartenența confesională.

## Politică și administrație
Comuna Șinca Nouă este administrată de un primar și un consiliu local compus din 11 consilieri. Primarul, Adrian-Dan Ciocan[*], de la Partidul Național Liberal, este în funcție din 2021. Începând cu alegerile locale din 2024, consiliul local are următoarea componență pe partide politice:
|  | Partid                          | Consilieri | Componența Consiliului | Componența Consiliului | Componența Consiliului | Componența Consiliului | Componența Consiliului | Componența Consiliului |
|  | ------------------------------- | ---------- | ---------------------- | ---------------------- | ---------------------- | ---------------------- | ---------------------- | ---------------------- |
|  | Partidul Național Liberal       | 6          |                        |                        |                        |                        |                        |                        |
|  | Alianța pentru Unirea Românilor | 3          |                        |                        |                        |                        |                        |                        |
|  | Partidul Social Democrat        | 2          |                        |                        |                        |                        |                        |                        |

## Primarii comunei
- 2008[7] - 2012 - Flucuș Dumitru, de la PNL
- 2012[8] - 2016 - Flucuș Dumitru, de la PNL
- 2016[9] - 2020 - Flucuș Dumitru, de la PNL
- 2020[10] - 2024 - Flucuș Dumitru, de la PNL